# The Ansonia
The Ansonia (antiguamente conocido como el Ansonia Hotel) es un edificio histórico situado en el Upper West Side de Nueva York, concretamente en el n.º 2109 de Broadway, entre las calles 73 y 74. Fue concebido originalmente en 1899 como hotel por William Earl Dodge Stokes, heredero de la compañía productora de cobre Phelps-Dodge y accionista de la Ansonia Clock Company. Su nombre es un homenaje a su abuelo, el industrial Anson Greene Phelps.
Se encuentra inscrito en el Registro Nacional de Lugares Históricos desde el 10 de enero de 1980. 

## Origen del proyecto
En 1899, Stokes encargó al arquitecto Paul E. Duboy la construcción del hotel más grande de Manhattan. Se nombró a sí mismo como "arquitecto en jefe" del proyecto, contratando a Duboy (responsable de las esculturas ornamentales del Soldiers' and Sailors' Monument) simplemente para la elaboración de los planos. Un contratista denunció a Stokes en 1907, quien se defendió a sí mismo explicando que Duboy se encontraba en un manicomio de París, y por lo tanto nunca estuvo en condiciones de llegar a acuerdos concernientes al hotel en nombre de Stokes.
La parcela que ocupa el Ansonia pertenecía a un antiguo hospicio de Nueva York, y la compartió durante casi cincuenta años con la Casa Riverside del magnate del acero Charles M. Schwab, hasta que esta última fue demolida en 1948.
En lo que podría ser el primer precursor de la evolución actual de la agricultura urbana, se estableció una pequeña granja en la azotea del hotel. Stokes tenía una visión utópica del Ansonia. Pensaba que podría ser autosuficiente, o al menos contribuir a su propio sustento, lo que dio lugar a la, tal vez, más extraña de las instalaciones en los apartamentos de Nueva York hasta entonces: "La granja en la azotea".
Weddie Stokes (hijo del primer propietario), años más tarde recordaba que la granja "incluía alrededor de 500 pollos, patos, cerca de seis cabras y un pequeño oso". Cada día, un botones entregaba huevos frescos a todos los inquilinos, y los excedentes se vendían a bajo precio al público en la galería del sótano. 
En 1907, el Departamento de Sanidad cerró la granja del tejado.

## Historia

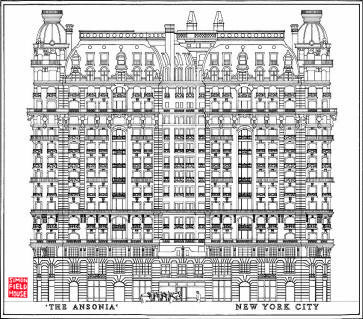
"El edificio Ansonia"

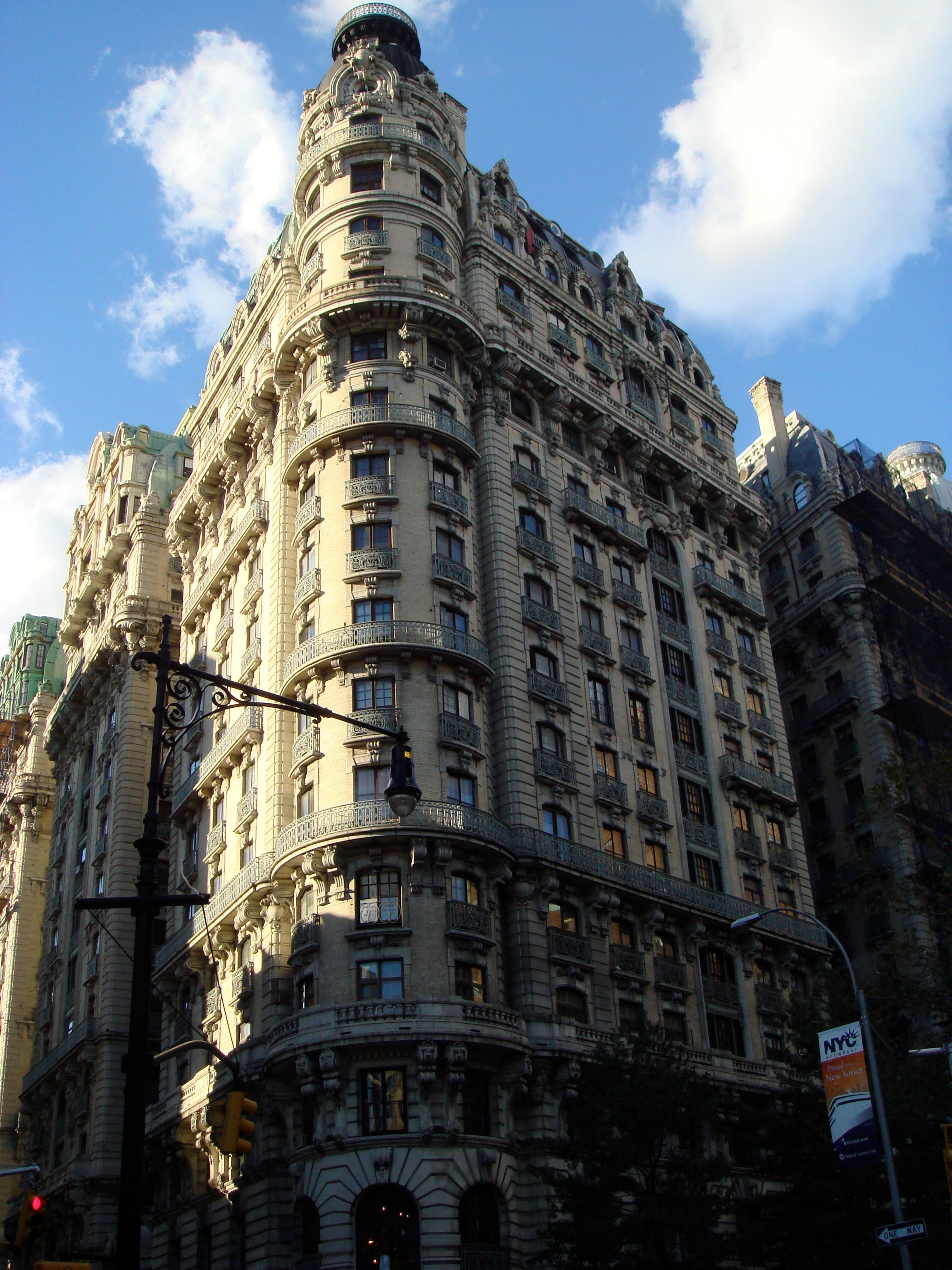
"El edificio Ansonia"

El Ansonia fue un hotel residencial. Los ocupantes vivían en apartamentos de lujo con varias habitaciones, salones, bibliotecas y comedores, que a menudo eran redondos u ovalados. Los mejores apartamentos tenían vistas panorámicas hacia el norte y el sur, y a lo largo de Broadway; techos altos; molduras elegantes; y ventanales. También tenía algunas habitaciones pequeñas, con un dormitorio, salón y baño, que carecían de cocina. Había una cocina central y cocinas que servían en cada piso, de modo que los residentes podían disfrutar de los servicios de chefs profesionales comiendo en sus propios apartamentos. Además de la habitual gama de confiterías, restaurantes, y un gran salón de baile, en el Ansonia había baños turcos y una fuente con focas vivas en la entrada.
Levantado entre 1899 y 1904, fue el primer hotel con aire acondicionado en Nueva York, mediante un sistema de tuberías por el que circulaba salmuera convenientemente enfriada. El edificio se diseñó con una  estructura de acero estilo Steel Framing. El exterior se decoró en estilo Beaux-Art con una cubierta que recuerda las buhardillas parisinas. Las características arquitectónicas más logradas son las torres o torreones de las esquinas. Insólito para un edificio de Manhattan, el Ansonia cuenta con una escalera interior abierta que recorre toda la altura del edificio rodeando un gran vestíbulo diáfano rematado por una enorme claraboya abovedada. Los pasillos interiores quizá sean los más amplios de la ciudad. Durante varios años Stokes mantuvo animales de granja en la azotea del edificio junto a su apartamento personal. Otra peculiaridad del edificio es su ascensor de ganado, que permitió a las vacas lecheras ser estabuladas en la cubierta del edificio.
Las cornisas originales, elaboradas de cobre, fueron retiradas durante la Segunda Guerra Mundial y fundidas para contribuir al esfuerzo de guerra.
A mediados del siglo XX, los apartamentos grandes se habían dividido en su mayoría en estudios y unidades de un dormitorio, casi todos los cuales conservaron sus detalles arquitectónicos originales.
Entre 1977 y 1980, la planta baja del Ansonia alojó el Plato's Retreat ("Retiro de Platón"), un club de alterne. En 1980, el alcalde Ed Koch cerró el club, alegando motivos de sanidad pública. Con anterioridad, los mismos bajos habían alojado el "Continental Baths", unos baños de ambiente gay donde Bette Midler actuó al comienzo de su carrera con Barry Manilow de acompañante.
Después de un breve debate en la década de 1960, se rechazó una propuesta de demolición  y en 1980, el edificio se añadió al Registro Nacional de Lugares Históricos.
En 1992, el Ansonia se convirtió en una comunidad de propietarios de apartamentos, en concreto, de 430 apartamentos. En 2007, la mayoría de los inquilinos de renta controlada se había mudado, y los apartamentos pequeños se vendieron a compradores que adquirieron grupos de estos pequeños apartamentos y se lanzaron al mismo tiempo a recrear los grandes apartamentos de los días de gloria del edificio, restaurando cuidadosamente los detalles Beaux-Arts. 
La oficina del TD Bank ubicada en la planta baja proyecta un vídeo documental corto cerca de la entrada principal del banco, que abarca la historia del Ansonia.

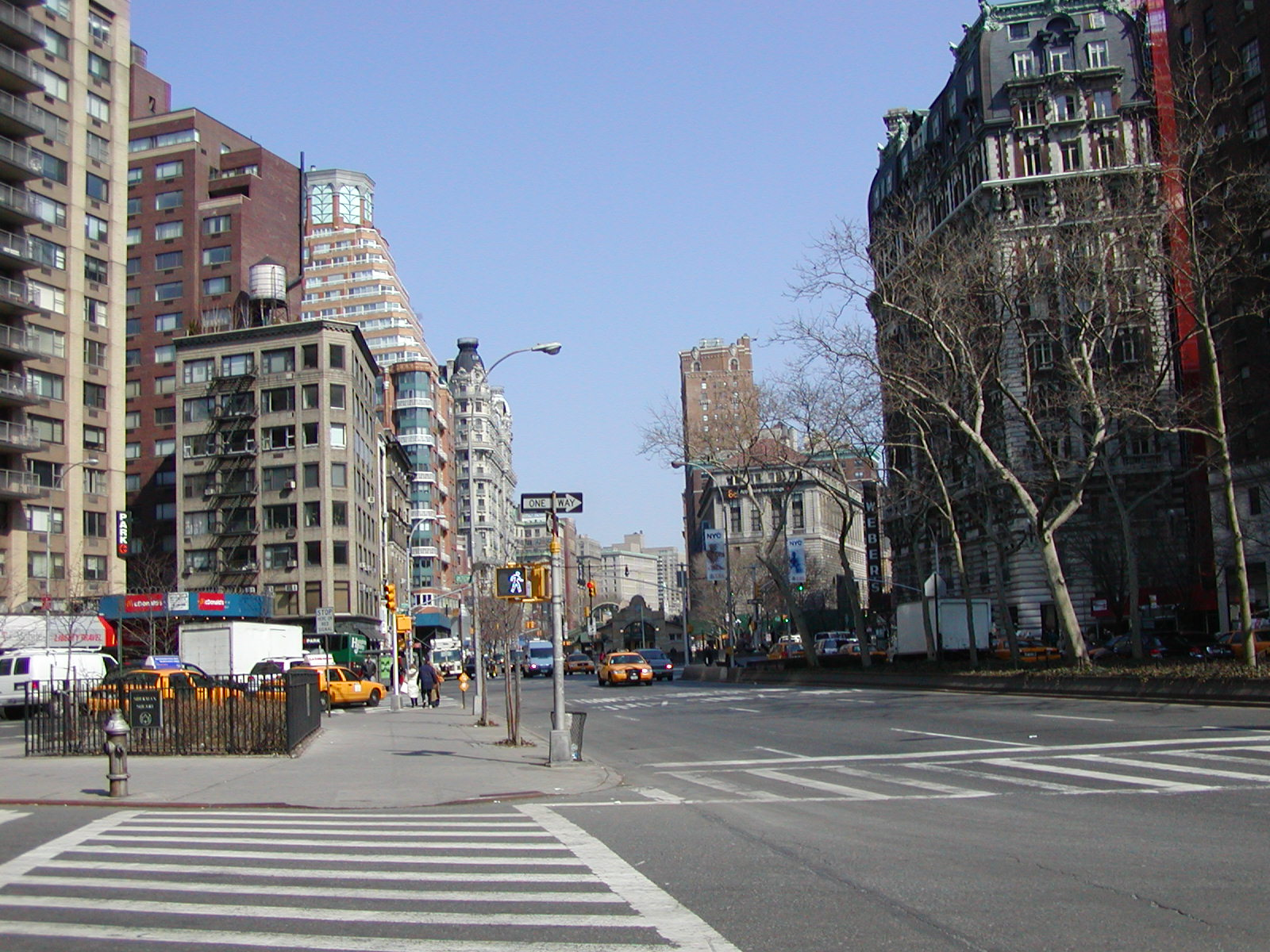
Vista de Broadway, desde Amsterdam Avenue y la calle 70; el Ansonia está al fondo a la izquierda.

## Residentes célebres
El Ansonia ha tenido muchos residentes célebres, incluyendo al jugador de béisbol Babe Ruth; el escritor Theodore Dreiser; el premio Nobel de literatura Isaac Bashevis Singer; el director de orquesta Arturo Toscanini; el productor de espectáculos Florenz Ziegfeld, alguna de sus amantes y su esposa la actriz Anna Held; el diseñador de moda Koos van der Akker; el compositor Ígor Stravinsky; y el tenor italiano Enrico Caruso, quien eligió el hotel para vivir por sus gruesos muros.

## Escándalos famosos

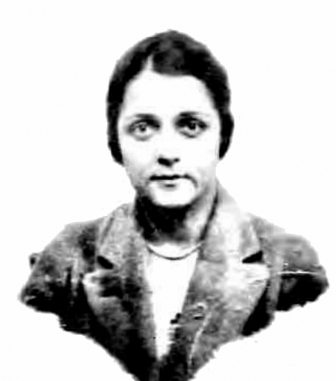
Helen Godman (1919) autodenominada "Alice"

- En 1916, el Ansonia fue el escenario de un caso de chantaje. Edward R. West, vicepresidente de una empresa de Chicago, se había registrado en el hotel con una mujer que había firmado como "Alice Williams", alias de Helen Godman, también conocida como "Buda" Godman, quien actuaba como 'gancho' de una red de extorsión de Chicago. La pareja estaba en su habitación del Ansonia, cuando dos mujeres de la banda, haciéndose pasar por agentes federales, "arrestaron" a West por violar la ley denominada Mann Act.[10] Después de llevar a West y a Godman de vuelta a Chicago, West fue coaccionado a pagar 15,000 dólares a las "agentes" para olvidar el caso. West denunció el incidente después de empezar a sospechar que aquello no era lo que parecía. Las chantajistas acabaron en prisión, excepto "Buda" Godman que consiguió salir bajo fianza.[11]

- Un apartamento del Ansonia fue el escenario del amaño del campeonato de béisbol de 1919 por los Chicago White Sox.[12]

- El atracador de bancos Willie Sutton, fue arrestado en el "Childs Restaurant" del Ansonia en 1930.[13]